# Cobra-cuspideira
A Naja nigricollis, comummente conhecida como cobra-cuspideira, é uma espécie de serpente venenosa, da família dos Elapídeos.

## Distribuição
Esta espécie é natural do continente africano, podendo ser encontrada em Angola, no Benim, na Burkina Faso, nos Camarões, na República Centro-Africana, no Chade, na República Democrática do Congo, no Congo, na Etiópia, no Gabão, na Gâmbia, no Gana, na Guiné-Bissau, na Guiné, na Costa do Marfim, no Quênia, na Libéria, no Mali, na Mauritânia, na Namíbia, no Níger, na Nigéria, no Senegal, na Serra Leoa, no Sudão, na Tanzânia, na Somália, no Togo, no Uganda e na Zâmbia.

## Descrição
Esta serpente de grandes dimensões, que pode ultrapassar os dois metros de comprimento, destaca-se pela coloração escura e pelo potente veneno que produz. O veneno da cobra-cuspideira é neurotóxico, sendo capaz de paralisar e interromper a comunicação entre os nervos e os músculos.
À guisa do que sucede com as demais cobras peçonhentas, dentro das presas ocas desta serpente há um canal que é usado para injetar o veneno. Porém o sulco das presas cria um ângulo de 90º, de maneira que, quando a cobra-cuspideira pressiona as glândulas que segregam o veneno, este esguicha-lhe por entre os dentes, tendo como alvo habitual as mucosas dos predadores.
Graças à sua grande capacidade de produzir veneno, a cobra-cuspideira é capaz de esguichar entre 40 a 50 vezes seguidas e ainda de desferir uma picada.